# Zwischenahner Meer
El lago Zwischenahner (en alemán: Zwischenahner Meer) es un lago situado en el distrito rural de Ammerland, en el estado de Baja Sajonia (Alemania), a una elevación de 5 metros; tiene un área de 550 hectáreas. Su profundidad máxima es de 6 metros.